# David Pérez Rubio
David Pérez Rubio (Zaragoza, Aragón, España, 1 de julio de 1986) es un exfutbolista español que jugaba como mediocentro. 

## Trayectoria
Formado en la cantera del Real Zaragoza debuta en categoría senior con el Universidad de Zaragoza, en 2005, por aquel entonces segundo filial del club blanquillo. Posteriormente alternaría apariciones con el primer filial, el Real Zaragoza "B", sin llegar a debutar no obstante con el primer equipo zaragocista, pasando después por equipos como el Huesca, Ejea, Teruel, o Tudelano. Tras una grave lesión de rodilla cuelga las botas en su segunda etapa como jugador del Club Deportivo Teruel

## Selección nacional
Con un futuro prometedor, llegó a ser internacional con la selección de fútbol sub-19 de España disputando dos partidos amistosos, sendos contra la selección de fútbol sub-19 de Alemania, el 15 y 17 de septiembre de 2004 en el país germano, el último de ellos como titular.

## Clubes
| Club              | País   | Año       |
| ----------------- | ------ | --------- |
| Real Zaragoza "C" | España | 2005-2006 |
| Real Zaragoza "B" | España | 2006-2007 |
| S. D. Huesca      | España | 2007-2008 |
| S. D. Ejea        | España | 2008-2009 |
| C. D. Teruel      | España | 2009-2011 |
| C. D. Tudelano    | España | 2011-2014 |
| C. D. Teruel      | España | 2014-2017 |